# Огилви-Грант, Уильям Роберт
Уильям Роберт Огилви-Грант (также Огильви-Грант англ. William Robert Ogilvie-Grant; 25.03.1863 Easter Elchies, Шотландия — 26.07.1924 Farley Cottage, Рединг, Англия) — шотландский орнитолог.
Грант, начавший использовать с 1901—1902 гг имя Огилви-Грант, поступил в 19 лет на службу в Британский музей. Во время Первой мировой войны Огилви-Грант был тяжело ранен. Он написал много научных работ. В 1898 году вместе с Генри Огг Форбсом побывал на острове Сокотра и Абд-эль-Кури. Огилви-Грант был одним из соучредителей Общества содействия заповедникам (Society for the Promotion of Nature Reserves). С 1909 по 1918 год он был куратором орнитологического отдела в Британском музее.

## Труды
- The Expedition to Sokotra. IV Descriptions of three new species of butterflies – Liverpool:  Bulletin of the Liverpool Museums, 1899
- Arthropoda. Insecta: Lepidoptera - I. Rhopalocera. In: HO Forbes: Natural history of Sokotra and Abd-el-Kuri : Being the report upon the results of the conjoint expedition to these islands in 1898-9, by Mr. W.R. Ogilvie-Grant, of the British Museum, and Dr. H.O. Forbes, of the Liverpool Museums, together with information from other available sources. Forming a monogragh of the islands – Liverpool: Bulletin of the Liverpool Museums, 1903
- Exhibition and description of a new subspecies of Grosbeak, Rhynchostruthus percivali yemenensis, from the mountains of S. Yemen – Bulletin of the British Ornithologists' Club, 1913
- Report of a new race of Palm Dove – Bulletin of the British Ornithologists' Club, 1914